# Шпотакова, Барбора
Ба́рбора Шпо́такова (чеш. Barbora Špotáková; род. 30 июня 1981[…], Яблонец-над-Нисоу, Северочешский край) — чешская метательница копья, двукратная олимпийская чемпионка 2008 и 2012 годов, трёхкратная чемпионка мира 2007, 2011 и 2017 года, чемпионка Европы 2014 года, рекордсменка мира (72 м 28 см).

## Общая информация
Барбора замужем, у неё и её супруга Лукаша Новотны есть один ребёнок: сын Янек (род. 24 мая 2013 года).
Тренируется у себя на родине — в пражском спортивном клубе «Дукла» (аналог российского ЦСКА). Долгое время тренером спортсменки был Рудольф Черны, с начала 2011 года — трёхкратный олимпийский чемпион Ян Железны.

## Спортивная карьера

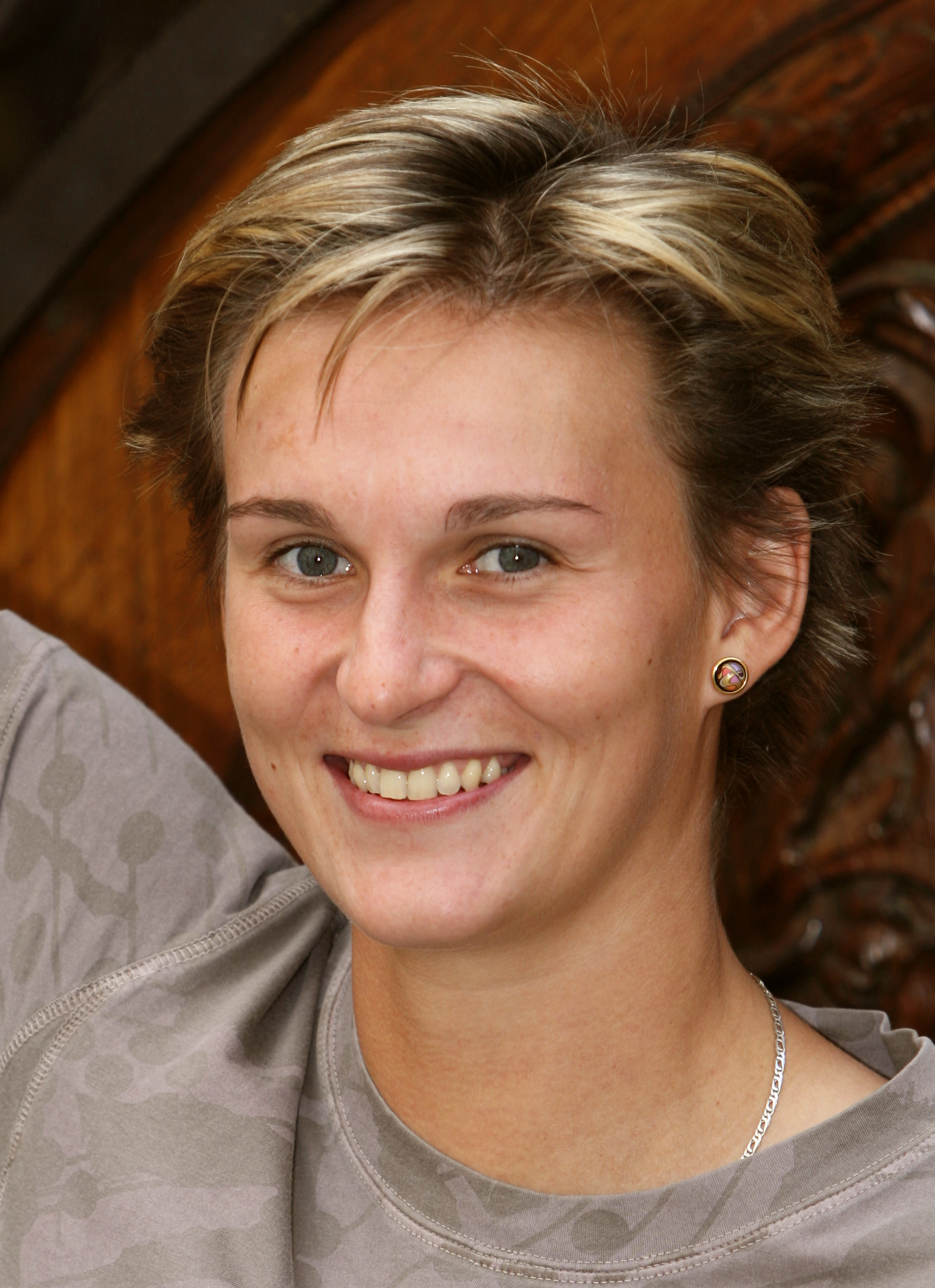
2007 год

Чешка начинала свою легкоатлетическую карьеру как семиборка. В 2000 году она даже стала четвёртой на юниорском чемпионате мира. Впрочем она сосредоточилась на метании копья.
Рекордсменка Чехии с 2006 года в метании копья. То достижение, поставленное на мировом легкоатлетическом финале, ныне улучшено на 6 м 7 см.
В 2007 году Барбора принесла первое в истории Чехии золото мировых первенств в метании копья. Показав в первой попытке результат 66 м 40 см она некоторое время лидировала, пока немка Кристина Обергфёлль не показала результат 66 м 46 см. Однако её третья попытка с результатом 67 м 7 см оказалась «золотой». Шпотакова первой среди женщин метнула копьё за 67 метров.
В 2008 году Барбора завоевала золотую олимпийскую медаль. Чешка длительная время шла третьей, но метнув в решающей попытке копьё к отметке в 71 м 42 см обошла лидировавших Марию Абакумову и всё ту же Кристину Обергфёлль. Та попытка стала рекордом Европы.
Позже, на мировом финале, Барбора ещё улучшила свой результат — 72 м 28 см, что стало новым мировым рекордом.
Следующие несколько крупных мировых и европейских чемпионатов Шпотакова держится в группе лидеров и регулярно выигрывает медали, но победить не может. Например, на мировом первенстве 2011 года в Южной Корее, чешка была лидером после первой попытки (с результатом 68 м 80 см), затем была оттеснена на вторую позицию россиянкой Марией Абакумовой, метнувшей копьё к отметке 71 м 25 см. В пятой попытке Барбора вернула себе лидерство, показав 71 м 58 см, но тут же Абакумова отыгрывается, бросив копьё к отметке 71 м 99 см. В решающей попытке Шпотаковой перебить этот результат не удалось.

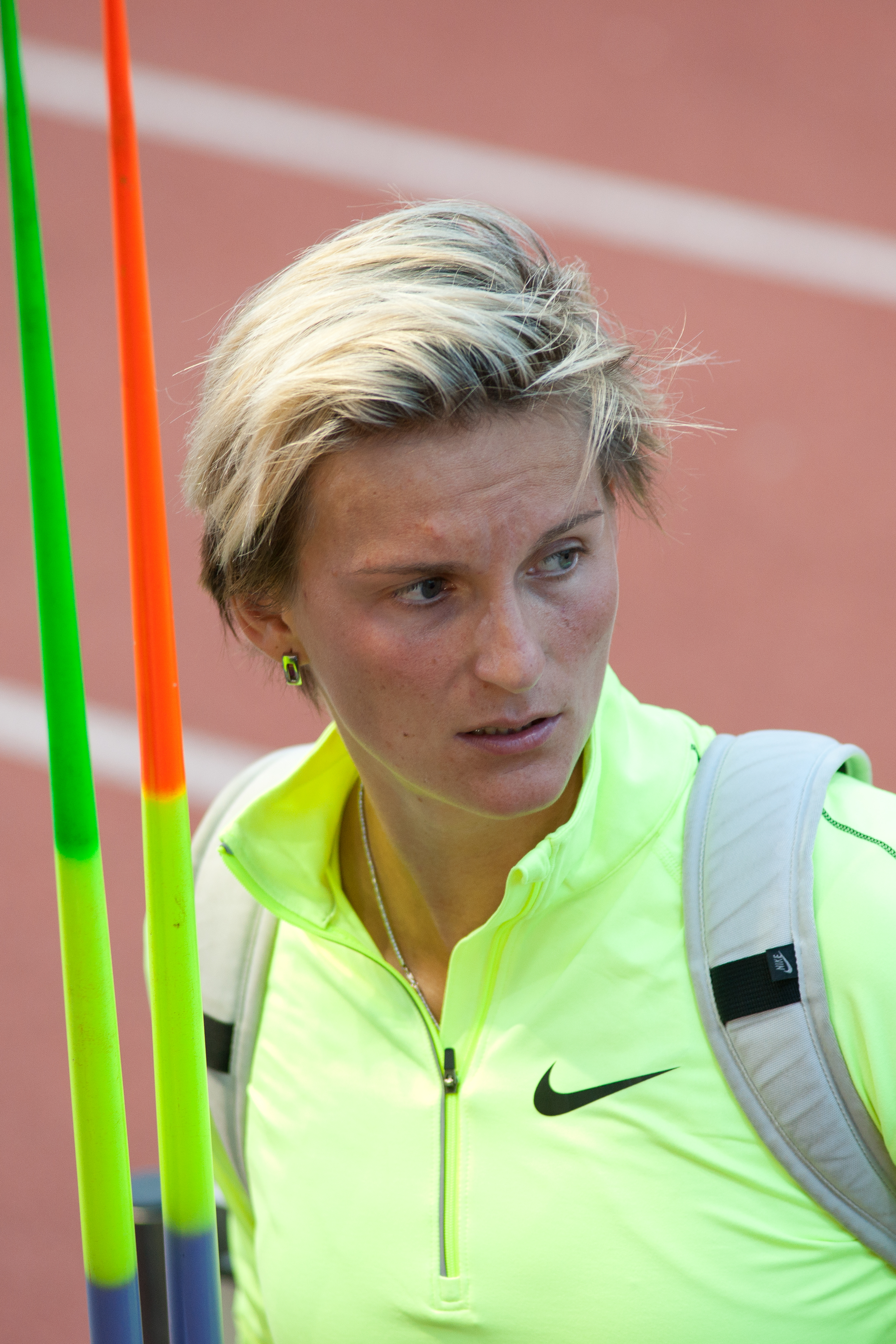
2012 год

В 2012 году Барбора отыгрывается на Олимпиаде: уверенно пройдя квалификацию она уже в первой попытке обеспечила себе второй олимпийский титул. У большинства основных конкурентов турнир прошёл не лучшим образом — действующая чемпионка Европы Вера Ребрик не прошла квалификацию, а Абакумова и лидер сезона Сюнетте Фильюн хоть и дошли до финала, но остались без медалей.
После триумфа на Олимпийских играх, Шпотакова делает паузу в карьере в связи с рождением сына. На первом же крупном турнире после возвращения, чемпионате Европы 2014 года в Цюрихе, она завоевала золото, впервые став чемпионкой Европы. После провала на чемпионате мира 2015 года в Пекине, где Шпотакова была лишь девятой, через год на Олимпиаде в Рио-де-Жанейро, она с результатом 64,80 м завоевала свою третью олимпийскую медаль, бронзовую. Барбора всего на 2 см опередила 20-летнюю Марию Андрейчик из Польши. Олимпийское золото досталось хорватке Саре Колак (66,18 м).
Через год, на чемпионате мира в Лондоне Шпотакова выиграла с результатом 66.76 м. После этой победы она снова прервала карьера по причине беременности. 14 июля 2018 года у нее родился второй сын, которого назвали Дарек.
5 сентября 2018 года было объявлено о дисквалификации Марии Абакумовой и аннулировании её результатов с 2008 по 2012 годы, в том числе на чемпионате мира 2011 года, где она опередила Шпотакову. Таким образом, Шпотакова стала трёхкратной чемпионкой мира.
На чемпионате мира 2019 года в Дохе Шпотакова метнула в квалификации на 62,15 м, а в финале смогла показать только 59,87 м и заняла девятое место.
3 августа 2021 года в квалификации Олимпийских игр в Токио Шпотакова метнула только на 60,52 м, заняла 14-е место и не сумела выйти в финал.
20 августа 2022 года Шпотакова в возрасте 41 года стала бронзовым призёром чемпионата Европы в Мюнхене со скромным результатом 60,68 м. Серебро завоевала 18-летняя сербка Адриана Вилагош, которой было меньше года, когда Шпотакова впервые выступила на Олимпийских играх. Шпотакова завоевала медаль чемпионата Европы спустя 16 лет своей первой награды в 2006 году в Гётеборге.
9 сентября 2022 года объявила о завершении спортивной карьеры.

## Статистика выступлений на крупнейших турнирах
| Год  | Соревнование                    | Город                    | Место | Вид           | Спортивный результат | Примечание     |
| ---- | ------------------------------- | ------------------------ | ----- | ------------- | -------------------- | -------------- |
| 2000 | Юниорский чемпионат мира        | Сантьяго, Чили           | 4-я   | Семиборье     | 5689 очков           |                |
| 2004 | Олимпийские игры                | Афины, Греция            | 23-я  | Метание копья | 58.20 м              |                |
| 2005 | Универсиада                     | Измир, Турция            | 1-я   | Метание копья | 60.73 м              |                |
| 2005 | Мировой легкоатлетический финал | Монте-Карло, Монако      | 5-я   | Метание копья | 61.60 м              |                |
| 2006 | Чемпионат Европы                | Гётеборг, Швеция         | 2-я   | Метание копья | 66.12 м              | Личный рекорд  |
| 2006 | Мировой легкоатлетический финал | Штутгарт, Германия       | 1-я   | Метание копья | 66.21 м              | Рекорд Чехии   |
| 2007 | Чемпионат мира                  | Осака, Япония            | 1-я   | Метание копья | 67.07 м              | Рекорд Чехии   |
| 2007 | Мировой легкоатлетический финал | Штутгарт, Германия       | 1-я   | Метание копья | 67.12 м              | Рекорд Чехии   |
| 2008 | Олимпийские игры                | Пекин, Китай             | 1-я   | Метание копья | 71.42 м              | Рекорд Европы  |
| 2008 | Мировой легкоатлетический финал | Штутгарт, Германия       | 1-я   | Метание копья | 72.28 м              | Мировой рекорд |
| 2009 | Чемпионат мира                  | Берлин, Германия         | 2-я   | Метание копья | 66.42 м              |                |
| 2009 | Мировой легкоатлетический финал | Салоники, Греция         | 2-я   | Метание копья | 63.45 м              |                |
| 2010 | Чемпионат Европы                | Барселона, Испания       | 3-я   | Метание копья | 65.36 м              |                |
| 2011 | Чемпионат мира                  | Тэгу, Южная Корея        | 1-я   | Метание копья | 71.58 м              |                |
| 2012 | Олимпийские игры                | Лондон, Великобритания   | 1-я   | Метание копья | 69.55 м              |                |
| 2014 | Чемпионат Европы                | Цюрих, Швейцария         | 1-я   | Метание копья | 64.41 м              |                |
| 2015 | Чемпионат мира                  | Пекин, Китай             | 9-я   |               | 60.08 м              |                |
| 2016 | Олимпийские игры                | Рио-де-Жанейро, Бразилия | 3-я   |               | 64.80 м              |                |
| 2017 | Чемпионат мира                  | Лондон, Великобритания   | 1-я   |               | 66.76 м              |                |

## Интересные факты
- Отец Барборы — Франтишек Шпотак — трёхкратный чемпион Чехии в десятиборье среди ветеранов.